# 亞奎瓦

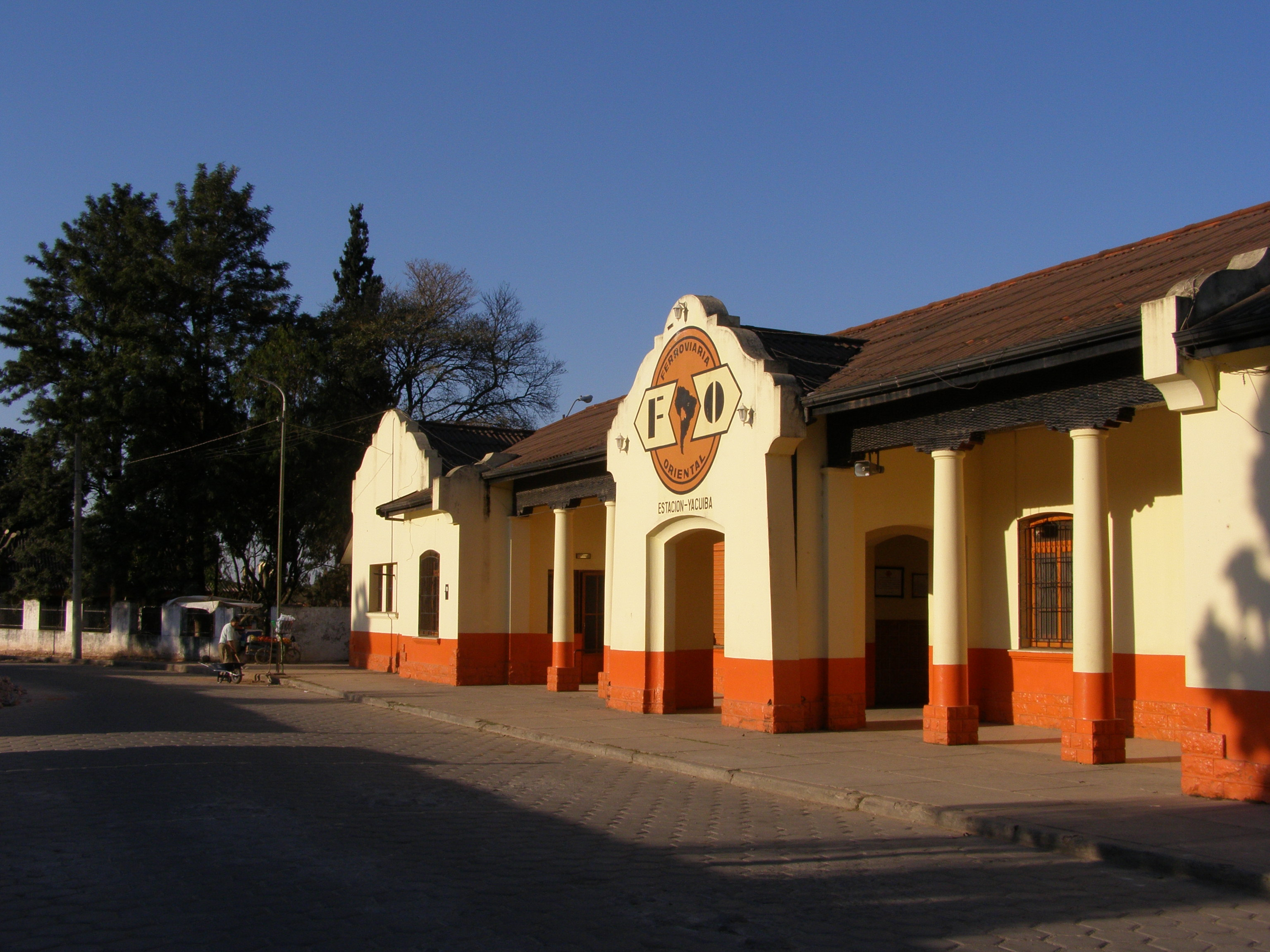
亞奎瓦

亞奎瓦是玻利維亞的城鎮，由塔里哈省負責管轄，位於該國南部，距離首府塔里哈122公里，毗鄰與阿根廷接壤邊境，海拔高度650米，主要經濟活動是貿易業，2001年人口64,611。

## 外部連結
- Official tourism and commerce portal* Traditional clothing
- （页面存档备份，存于）

22°02′22″S 63°40′54″W / 22.03944°S 63.68167°W